# Narodowe Towarzystwo Patriotyczne
Towarzystwo Patriotyczne, Narodowe Towarzystwo Patriotyczne – tajna organizacja niepodległościowa w Królestwie Polskim założona w Lasku Bielańskim koło Warszawy 1 maja 1821 przez majora Waleriana Łukasińskiego, zrzeszająca członków rozwiązanego w 1820 roku Wolnomularstwa Narodowego oraz wielkopolskiego Związku Kosynierów. Organizacja liczyła 240 członków, z których około 40% wcześniej należało do masonerii.

## Cele
Towarzystwo Patriotyczne nie miało jasno sprecyzowanych celów działalności. W założeniach ogólnych dążyło do odbudowy Polski w granicach z 1772 roku, na drodze walki zbrojnej, podjętej w sprzyjających warunkach międzynarodowych.

## Struktura
Na czele organizacji stał Wydział Centralny, któremu podlegało terytorium I Rzeczypospolitej, podzielone na sześć prowincji, podzielonych na okręgi i gminy, siódmą prowincją była siatka konspiracji w armii Królestwa Kongresowego, którą zorganizował Walerian Łukasiński. Szefem Wydziału Centralnego został Karol Wierzbołowicz, prezydentem prowincji warszawskiej Stanisław Węgrzecki a prezydentem prowincji wielkopolskiej Jan Nepomucen Umiński.

## Dzieje
Po aresztowaniu w październiku 1822 roku przez władze rosyjskie Waleriana Łukasińskiego, Towarzystwem Patriotycznym kierował Seweryn Krzyżanowski. Organizacja nawiązała wówczas kontakty z rosyjskim Związkiem Południowym, licząc na współpracę w chwili wybuchu powstania w Polsce lub Rosji. Po upadku powstania dekabrystów w 1825 roku, dzięki rozpracowaniu ich kontaktów, władze rosyjskie wpadły na trop Towarzystwa Patriotycznego, aresztując jego przywódców. Sąd sejmowy 1827–1828 zajął się sądzeniem członków tej organizacji, oskarżonych o zdradę stanu. Wobec nacisków opinii publicznej, Sejm nie znalazł znamion zdrady stanu w działalności Towarzystwa Patriotycznego i skazał jego członków jedynie na krótkie kary więzienia. Nie przeszkodziło to jednak Rosjanom w represjonowaniu jego członków i sympatyków na Litwie, Podolu i Wołyniu, którzy decyzją administracyjną byli zsyłani do kopalń i na Syberię.